# Мануэль Б. Гарсия Альварес
Мануэль Б. Гарсия Альварес (исп. Manuel B. García Álvarez) — испанский юрист, правозащитник; родился в Овьедо, где получил юридическое образование в университете и защитил докторскую диссертацию.
Там же сделал свои первые шаги в сфере преподавания. Был учеником Европейского колледжа (Бельгия), где получил диплом как передовой исследователь европейской политической науки. Был стипендиатом Гарвардского университета, где занимался исследовательской работой (1974-1976).
По инициативе и при поддержке всех парламентских групп был избран правозащитником автономии Кастилия и Леон (1995-2005)
В 1991-1993гг. работал в качестве зарубежного эксперта в составе Конституционной комиссии Парламента РФ , а летом 1993 года – в составе Конституционного совещания. По мнению Юрия Батурина количество участников Конституционного совещания - 931 плюс эксперты, привлеченные к его работе. "Из зарубежных экспертов (они не работали над текстом, но оценивали отдельные фрагменты) могу точно назвать Мануэля Гарсиа Альвареса, профессора конституционного права Леонского университета (Испания)"

В рамках сотрудничества с Советом Европы выступал на конференциях в Москве, Санкт-Петербурге и Екатеринбурге.
Был заведующим кафедрой конституционного права Леонского университета.
В 1985 году впервые посетил Воронежский университет, после первой поездки неоднократно посещал Россию и Воронеж.
В числе его публикаций значится докторская диссертация «Политические клубы Европы», получившая премию испанской конфедерации Сберегательных банков (1973).
Является автором многочисленных трудов на русском языке научного и литературного характера, опубликованных в таких престижных федеральных изданиях, как «Народный депутат» (журнал Верховного Совета РФ), «Конституционный вестник» (журнал Конституционной комиссии Парламента РФ), «Российская Федерация сегодня» (журнал Парламента РФ), «Конституционное совещание» (издание Администрации Президента РФ), «Конституционное и муниципальное право», «Российская газета», региональных изданиях – «Коммуна», «Воронежская неделя».
В Испании, помимо многочисленных работ научного характера на русскую тему, опубликовал сборники рассказов: «Вечера в доме священника» и «Рассказы месеты».
Являлся членом редакционной коллегии журнала университета Колорадо (США) Базе East European Quaterly.